# اوری آونری
آوری آونری (زادهٔ ۱۰ سپتامبر ۱۹۲۳ - درگذشته ۲۰ اوت ۲۰۱۸) روزنامه‌نگار، فعال صلح چپ‌گرا اسرائیلی آلمانی‌تبار و عضو سابق کِنِسِت (مجلس اسرائیل) است. او بنیانگذار و رهبرِ کنونیِ «بلوک صلح»، گروه فعال صلح در اسرائیل است.
آونری ۱۰ ساله بود که از آلمان به اسرائیل مهاجرت کرد. در ۱۹۳۸ او که تنها ۱۵ سال داشت به یکی از گروه‌های شبه‌نظامی صهیونیست رویزیونیست به نام «ایرگون» پیوست. تا ۱۹۴۲ که ۱۹ ساله شده بود از تاکتیک‌های ترورِ ایرگون زده شد و از این گروه جدا شد. در جنگ اعراب و اسرائیل در ۱۹۴۸ آونری در واحد کماندوِیی روباه‌های سامسون می‌جنگید و سرودِ این گروه را نوشت. بعدها در کتابی به نام «در زمین‌های فیلیستیا» این دوران را شرح می‌دهد.
آونری در دههٔ ۵۰ و ۶۰ به همراه شالوم کوهن، سردبیر و ناشر هفته‌نامه‌ای به نام «هائولام هازه» (این جهان) بود که تا سال‌ها روزنامهٔ آلترناتیو اصلی در اسرائیل بود. آونری در ۱۹۶۵ حزبی سیاسی به نام «این جهان-قدرت نوین» تأسیس کرد و در انتخابات ۱۹۶۵ شرکت کرده و به کنست راه یافت. در انتخابات ۱۹۶۹ او مجدداً برنده شد اما حزبش منحل شده و او حزب جدیدی به نام «مری» (شورش: اردوگاه رادیکال اسرائیل) تأسیس کرد. «مِری» در انتخابات ۱۹۷۳ به هیچ کرسی‌ای نرسید.
آونری در ۱۹۷۵ مورد حمله با چاقو قرار گرفت و به شدت زخمی شد. بعدها رسماً اعلام شد که تروریست، دیوانه بوده‌است. خود آونری در ۱۹۷۷ به عنوان کاندیدای «اردوگاه چپ اسرائیل» به کنست بازگشت اما در انتخابات ۱۹۸۱ شکست خود. او بعدها در «فهرست پیشرو برای صلح» شرکت کرد.

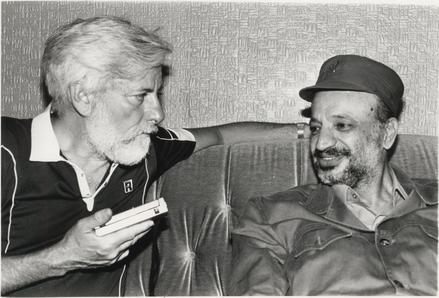
مصاحبه یاسر عرفات با «آوری آونری» در ۱۹۸۲

آونری در ۳ ژوئیه ۱۹۸۲ و در اوج «نبرد بیروت» و در ملاقاتی معروف به دیدار یاسر عرفات رفت و می‌گویند این اولین دیدار شهروندی اسرائیلی با عرفات بوده‌است. او بعدها به فعالیت چپ‌گرایانه روی آورد و در ۱۹۹۳ «بلوک صلح» (گوش شالوم) را تأسیس کرد که تا امروز، ۲۰۰۷، نیز رهبر آن است. آونری سکولاریست و به شدت مخالف نفوذ مذهب در سیاست است. در سال ۲۰۰۶ باروخ مارزل، از فعالان سیاسی صهیونیست، در مصاحبه‌ای در «شبکه ۱۰» از ارتش اسرائیل خواست تا در عملیاتی آونری را به قتل برسانند.
آونری برای راهبرد «تأثیر چرخ کوچک» خود معروف است به این معنی که او فکر می‌کند «گوش شالوم» قرار نیست به جنبشی توده‌ای بدل شود اما مانند چرخی کوچک بر چرخ‌های بزرگ سیاست تأثیر می‌گذارد و این‌گونه تغییر ایجاد می‌کند.

## آثار
- آونری، اوری (۱۹۶۸): اسرائیل بدون صهیونیست‌ها: احترام به صلح در خاورمیانه، شرکت مک میلان، نیویورک، (ویرایش اول در سال ۱۹۶۸؛ چندین‌بار تجدید چاپ)
- آونری، اوری(۱۹۸۶): دوست من، دشمن، کتاب زد؛ جلد شمیزی ۱۹۸۶
- کتابهای لورنس هیل (۱۹۸۷) شرکت لورنس هیل ۱۹۸۷ شابک ‎۰−۸۸۲۰۸−۲۱۲−۴
- آونری، اوری(۲۰۰۸):: ۱۹۴۸: داستان سربازان - راه خونین به اورشلیم،
- انتشارات یک جهان؛ جلد کاغذی ۲۰۰۸ شابک ‎۹۷۸-۱-۸۵۱۶۸-۶۲۹-۲ (نسخه انگلیسی دو کتاب که در ابتدا در سال ۱۹۴۹ و '۵۰ به زبان عبری منتشر شد)